# Marian Stala
Marian Stala (* 13. September 1952 in Tarnobrzeg) ist ein polnischer Literaturhistoriker und Literaturkritiker. In seinen wissenschaftlichen Untersuchungen beschäftigt er sich vorwiegend mit der Dichtung des Jungen Polens.

## Leben
Stala besuchte das Gymnasium in Tarnobrzeg und legte dort 1971 das Abitur ab. Anschließend studierte er Polonistik an der Jagiellonen-Universität in Krakau. Er erwarb dort 1976 den Magister und wurde als wissenschaftlicher Assistent angestellt. Er promovierte 1983 mit der Arbeit Metaforyzacja w liryce Młodej Polski. Teoria i praktyka. Daneben arbeitete er von 1982 bis 1985 als literarischer Leiter am Juliusz-Słowacki-Theater in Krankau. Er redigierte von 1983 bis 1989 die gesprochene Zeitschrift NaGłos und arbeitete von 1990 bis 1998 auch an der gedruckten Version mit. 1987 wurde er ständiger Mitarbeiter der Zeitung Tygodnik Powszechny, wo er von 1998 bis 2000 das Kulturressort leitete. Er habilitierte 1995 mit der Arbeit Pejsaż chłowieka. Młodopolskie myśli i wyobrażenia o duszy, duchu i ciele. Er war Jurymitglied mehrerer polnischer Literaturpreise: des Nike-Literaturpreises von 2006 bis 2008, des Breslauer Lyrikpreises Silesius von 2008 bis 2010 und des Wisława-Szymborska-Preises. Seit 2011 leitet er den Lehrstuhl für Literaturgeschichte des Positivismus und des Jungen Polens an der Jagiellonen-Universität.
Er wohnt in Krakau.

## Publikationen
- Metafora w liryce Młodej Polski. Metamorfozy widzenia poetyckiego, 1988
- Chwile pewności. 20 szkiców o poezji i krytyce, 1991
- Pejzaż chłowieka. Młodopolskie myśli i wyobrażenia o duszy, duchu i ciele, 1994
- Druga strona. Notatki o poezji współczesnej, 1997
- Trzy nieskończoności. O poezji Adama Mickiewicza, Bolesława Leśmiana i Czesława Miłosza, 2001
- Literatura polska. Romantyzm. Podręcznik dla klasy 2 liceum ogólnokształcącego, liceum profilowanego i technikum, 2003
- Przeszukiwanie czasu. Przechadzki krytycznoliterackie, 2004
- Niepojęte: Jest. Urywki nie napisanej książki o poezji i krytyce, 2011
- Jarosław, Donald i inne chłopaki. Felietony z „Tygodnika Powszechnego“, 2012
- Blisko wiersza. 30 interpretacji, 2013

## Herausgeberschaft
- Wincenty Korab Brzozowski: Utwory zebrane, 1980
- Jan Wroczyński: Poezje prozą, 1998
- Czesław Miłosz: Poezje, 1999 (2. Aufl. 2011)
- Maria Pawlikowska-Jasnorzewska: Poezje, 2000

## Nominierungen und Auszeichnungen
- 1991: Kościelski-Preis
- 1998: Kazimierz-Wyka-Preis
- 1998: Goldenes Verdienstkreuz der Republik Polen[1]